# Renaldo Lopes da Cruz
Renaldo Lopes da Cruz, genannt Renaldo, (* 19. März 1970 in Cotegipe, BA) ist ein ehemaliger brasilianischer Fußballspieler.

## Karriere
Der Spieler startete seine Laufbahn beim CR Guará aus gleichnamiger Satellitenstadt westlich Brasílias. Nachdem er dort mit guten Leistungen auffiel, kam ein Wechsel zum Erstligaclub Atlético aus Paraná zustande. Zwei Jahre später ging es dann nach Belo Horizonte zum Atlético Mineiro. Dort errang Renaldo 1996 in der Série A die Krone des Torschützenkönigs. Dieser Erfolg veranlasste Deportivo La Coruña aus Spanien zur Verpflichtung des Spielers. Er erhielt das Trikot mit der Nummer 22, welches zuvor Bebeto bei La Coruña trug. In dem Klub spielte Renaldo zusammen mit Rivaldo und Mauro Silva. Er konnte seine guten Leistungen hier nicht wiederholen und wurde bereits nach einem wieder Jahr ausgeliehen. Nach einem Zwischenspiel bei verschiedenen unterklassigen Vereinen, kam es 2004 nochmal zu einer Verpflichtung für eine Saison in Südkorea. 
Bis ins Alter von 42 Jahren spielte Renaldo dann noch bei verschiedenen, meist zweit- bis viertklassigen Vereinen, in Brasilien.

## Nationalmannschaft
Aufgrund seiner Leistungen in der Meisterschaft 1996 wurde Renaldo für die brasilianische Nationalmannschaft berufen. Er bestritt ein Freundschaftsspiel am 13. November 1996 gegen die Kamerunische Fußballnationalmannschaft in Pinheirao in Curitiba.

## Auszeichnungen
- Brasilianischer Torschützenkönig: 1996